# Fekete J. József
Fekete J. József (Bácskossuthfalva, 1957. március 1. –) József Attila-díjas magyar irodalomtörténész, író, kritikus, publicista. A Magyar Művészeti Akadémia Irodalmi Tagozatának tagja (2005). Írói álnevei: Nettitia K. Froese, Mihályi Czobor, Ephemeria Silver.

## Életpályája
Középiskolai tanulmányokat a zombori gimnáziumban folytatott. Érettségi után az újvidéki egyetem magyar szakán tanult tovább, ahol magyar szakos középiskolai tanári oklevelet szerzett. Bácsgyulafalván kapott tanári állást, majd 1984-től a zombori rádió magyar nyelvű adását szerkesztette. 1996-2000 között az Újvidéki Egyetem Tanítóképző Karának önálló szakmunkatársaként tanított.
Kutatási területe a vajdasági magyar irodalom és Szentkuthy Miklós munkássága, számos esszét írt Szentkuthyról, esszéi önálló kötetekben is megjelentek Olvasat címen (Újvidék, 1986.) Szentkuthyról szóló újabb esszéi Olvasat II. címen jelentek meg Zomborban. Főként az idegen nyelvi környezetben született magyar nyelvű szépirodalmi alkotásokra figyel.
Számos szépirodalmi folyóirat szerkesztőségében működött és működik, tagja volt az újvidéki Új Symposion szerkesztőbizottságának; a Zomborban megjelenő Pokret című kétnyelvű ifjúsági lap és a Dometi című szerb nyelvű folyóirat társszerkesztője. A Hangos-könyv című, nemzetközi kortárs irodalmi rádió-folyóiratnak főszerkesztője; a szabadkai Üzenet, az Új Forrás, a Sikoly és a Vajdasági Íróegyesület Zlatna greda című folyóiratok szerkesztőségi munkatársa. Publikál az Irodalmi Jelenbe és ismertetik könyveit, s írnak vajdasági látószögéről az Irodalmi Jelenbe. 2010 szeptemberében megvált a Zombori Rádiótól és a szerbiai magyar nyelvű Magyar Szó nyugat-bácskai főmunkatársaként dolgozik és hetenként jelentkezik az Újvidéki Rádió Szempont című műsorában.
A művelődési és irodalmi igényeket szolgáló egyesületek, társaságok munkájából is kiveszi részét, a Jugoszláviai Magyar Művelődési Társaság alapító tagja volt, majd a Magyar Írószövetség és a Vajdasági Íróegyesület tagja. 2002 óta alapítója és elnöke a zombori Berta Ferenc Zsebszínháznak, amely egyetlen olyan egyesület Vajdaságban, amely magyar nyelven közvetíti a kortárs művészet és tudomány értékeit. 2005-ben választották be a Magyar Művészeti Akadémia tagjainak sorába.

## Kötetei (válogatás)
- Olvasat. Esszék Szentkuthyról; Forum, Újvidék, 1986 (Gemma könyvek)
- Olvasat II. Újabb esszék Szentkuthyról; Informativni centar–Vojvodina, Sombor–Bezdan, 1993
- Próbafüzet. Műbírálatok az 1980-as évek jugoszláviai magyar prózájáról; Jugoszláviai Magyar Művelődési Társaság, Újvidék, 1993 (A Jugoszláviai Magyar Művelődési Társaság kiskönyvtára Irodalomtörténet, kritika, bibliográfia)
- Próbafüzet II. Műbírálatok a jugoszláviai magyar irodalom köréből; Szabadegyetem, Szabadka, 1995; (Életjel könyvek, 61.)
- Széljegyzetek Szentkuthyhoz. Körbejárt, egyre kitaposottabb utakon Szentkuthy Miklós regényeiben; Jugoszláviai Magyar Művelődési Társaság, Újvidék, 1998 (A Jugoszláviai Magyar Művelődési Társaság kiskönyvtára. Esszé, irodalmi közírás)
- Próbafüzet III. Könyv az irodalomról; Jugoszláviai Magyar Művelődési Társaság, Újvidék, 2001
- Imádságos kolostor. Könyv az olvasásról; Jugoszláviai Magyar Művelődési Társaság, Újvidék, 2002 (A Jugoszláviai Magyar Művelődési Társaság kiskönyvtára. Esszé, irodalmi közírás)
- Nettitia K. Froese [Fekete J. József]: Lemúriában nem múlik az idő. Tíz párbeszéd és egy fülszöveg; zEtna–Képes Ifjúság, Zenta–Újvidék, 2003 (Vulkáni Helikon)
- Post. Szentkuthy Miklós és művei; Forum, Újvidék, 2005
- Teremtett világok. (Imádságos kolostor II.); zEtna, Zenta, 2006
- Mit ér az irodalom, ha magyar?; zEtna, Zenta, 2007 (Altus3)
- Perifériáról betekintő; Felsőmagyarország, Miskolc, 2008 (Vízjel sorozat)
- Nettitia K. Froese [Fekete J. József]: Lemúria legtetején. A lapidaritás dicsérete. Régi és új asztali párbeszédek, gnómák, koanok és egyéb szeszélykék; zEtna–Basiliscus, Zenta, 2009 (Vulkáni Helikon)
- Elmélet helyett: koreográfia. Újabb Szentkuthy-olvasatok; Cédrus Művészeti Alapítvány–Napkút, Bp., 2010 (Értekezők – etűdök)
- Herceg János centenáriuma. 1909–2009. Tanulmányok, emlékezések; összeáll. Fekete J. József; Forum, Újvidék, 2010
- Ami átjön. Magyar olvasókönyv; Életjel, Szabadka, 2011 (Életjel könyvek)
- IIdegenség, érintettség. Magyar olvasókönyv 2.; Életjel, Szabadka, 2014
- Mihályi Czobor [Fekete J. József]: Angyalok rozettája. Kihagyásos körséta huszonnégy képben; zEtna, Zenta, 2014 (Vulkáni Helikon, 29.)
- Ephemeria Silver [Fekete J. József]: Haláltanfolyam. Köpönyegforgatások; zEtna, Zenta, 2016 (Vulkáni Helikon)

## Díjak, elismerések
- Sinkó Ervin Irodalmi Díj (1985, Újvidék)
- Üzenet-díj (1995, Szabadka)
- Szenteleky Kornél Irodalmi Díj (1996, Szivác, Újvidék)
- Herceg János Irodalmi Díj (2000, Zombor)
- Pro Literatura-díj (2002, Budapest)
- Arany János-díj (2005, Budapest)
- Vajdasági Szép Magyar Könyv Díj (2006, Zenta)
- Látó Irodalmi Nívódíj (2007, Marosvásárhely)
- Zombor köszönő oklevele (2007)
- HÍD Irodalmi Díj (2007, Újvidék)
- Bácsgyulafalva arany emlékérme (2008, Bácsgyulafalva)
- Napleány-díj (2011, Szabadka)
- József Attila-díj (2013)
- A Magyar Érdemrend lovagkeresztje (2020)